# Pitangus sulphuratus
Il Kaskadì maggiore o Pitango solforato (Bem-te-vi in portoghese brasiliano - lett. Ti-vedo-bene, dall'onomatopea del suo canto - o grande-kiskadi in portoghese europeo) è un uccello passeriforme della famiglia dei tirannidi, nome scientifico Pitangus sulfuratus. La specie è anche conosciuta dagli indigeni come pituã, pituá o puintaguá. Altre denominazioni esistenti sono triste-vida, bentevi (questa grafia non è riconosciuta dal vocabolario ortografico della lingua portoghese ), Kaskadì-verdadeiro, Kaskadì-de-crooa, tiuí, teuí, tic-thiui. La versione portoghese europea della parola ricorda quella di lingua inglese: great kiskadee. In Argentina è conosciuto come bichofeo oppure vinteveo e benteveo (sempre dall'onomatopea); in Bolivia, come frío e, in Guyana francese, come quiquivi o qu'est-ce qu'il dit.
Gli unici rappresentanti del genere Pitangus erano il Kaskadì maggiore e la specie Pitangus lictor, ma attualmente solo una specie rientra in questo genere, lo stesso Kaskadì. La specie Pitangus lictor è ormai sinonimo dell'attuale Philohydor lictor, il benestante prossimo.
Misurando circa 23,5 centimetri, è caratterizzato principalmente dal colore giallo brillante sul ventre e da una striscia bianca sulla sommità della testa, oltre al canto che, come detto, che dà il nome, per onomatopea nelle lingue dei paesi ove risiede, all'animale. Considerato uno degli uccelli più popolari in Brasile, è uno dei primi a vocalizzare all'alba.

## Etimologia
"Bem-te-ve" e "triste-vita" sono onomatopee (in portoghese e spagnolo) del canto dell'uccello. "Pituã" deriva dal tupi pita'wã . Pitangus sulfuratus deriva da pitangûagûasu ("grande pituá"), il modo in cui gli indios Tupi chiamavano l'uccello; e dal latino sulfuratus ("zolfo"), dal colore giallo come lo zolfo dal ventre dell'uccello.

## Morfologia

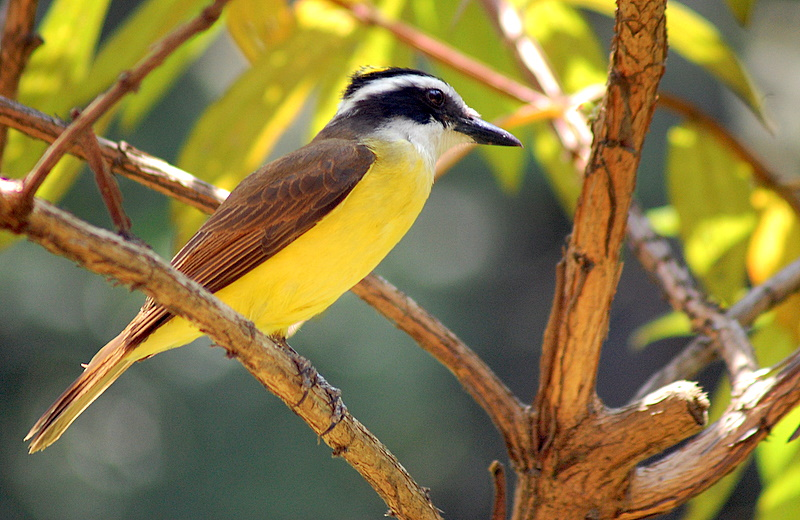
Kiskadì all'Orto Botanico di San Paolo

È un uccello di taglia media, misura tra i 22 e i 25 cm di lunghezza per circa 60 grammi di peso. Presenta una colorazione bruna sul dorso; giallo brillante nel ventre; una striscia bianca (sopracciglio) sulla sommità della testa, sopra gli occhi; coda nera. Il becco è nero, piatto, lungo, resistente e leggermente ricurvo. La gola (zona appena sotto il becco) è bianca. Non c'è dimorfismo sessuale tra le specie.

## Distribuzione

Areale del Kiskadì

È un uccello tipico dell'America latina, con una distribuzione geografica che si estende prevalentemente dal Messico meridionale all'Argentina, in un'area stimata in 16 000 000 di chilometri quadrati. Tuttavia, può essere trovato anche nel sud del Texas e nell'isola di Trinidad. È stato introdotto alle Bermuda nel 1957, importato da Trinidad e negli anni '70 a Tobago . Alle Bermuda, è la terza specie di uccelli più comune, raggiungendo densità di popolazione da 8 a 10 coppie per ettaro .
È un abitante ben noto in tutte le regioni brasiliane, lo si trova in città così come in foreste e ambienti acquatici quali laghi e fiumi. lo si può facilmente vedere e sentir cantare sui fili elettrici e del telefono, sui tetti, oppure mente fa il bagno in vasche o fontane nelle piazze pubbliche. Come possiamo vedere, ha una grande adattabilità ai vari ambienti.
È uno degli uccelli più popolari in Brasile. Di solito è solitario, ma può essere anche visto in gruppi di tre o quattro che di solito si riuniscono sulle antenne televisive.

## Vocalizzazione
Il suo caratteristico canto trisillabico enuncia le sillabe BEM-te-VI, che danno il nome alla specie. Pertanto, il suo nome popolare ha origine onomatopeica. Il suo canto può anche essere bi-sillabico, emettendo un BI-HÍA o addirittura monosillabico, quando ascoltiamo un TCHÍA .
I canti suonano in modo diverso a seconda della posizione geografica nel quale si trova il singolo esemplare, ed è per tale motivo che vengono utilizzati diversi nomi comuni per questa specie.

## Riproduzione

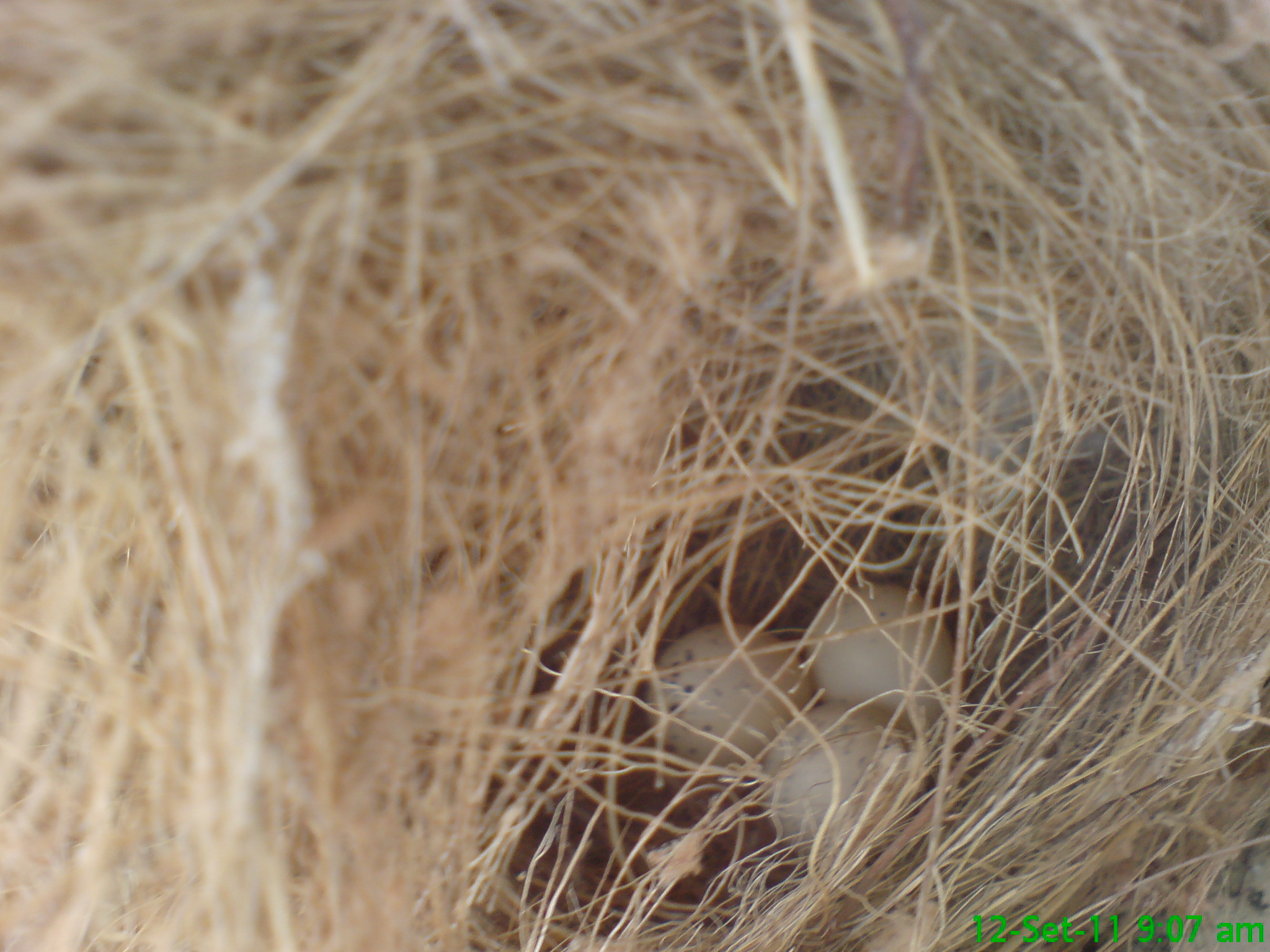
Uova di Kiskadì maggiore

Costruisce il nido con piccole ramaglie vegetali nei rami degli alberi che di solito sono ben chiusi. Può persino utilizzare, soprattutto nelle aree urbane, materiale di origine umana quale carta, plastica e fili. Il loro nido ha una forma chiusa e sferica, con l'ingresso su un lato (a differenza dei nidi a forma di tazza, nei quali l'ingresso è frontale), misura circa 25 centimetri di diametro. Generalmente è costruito in cima ad alberi ad alto fusto alla biforcazione di un ramo, ma è molto comune anche vederlo nelle cavità dei pali della distribuzione elettrica e/o telefonica e sui pali che ospitano i trasformatori e può trovarsi tra i 3 e i 12 metri da terra.
Oltre a costruire il nido, la coppia condivide i compiti della cura della prole. Al momento dell'accoppiamento, vicino al nido, maschio e femmina cantano in duetto, battendo ritmicamente le ali.

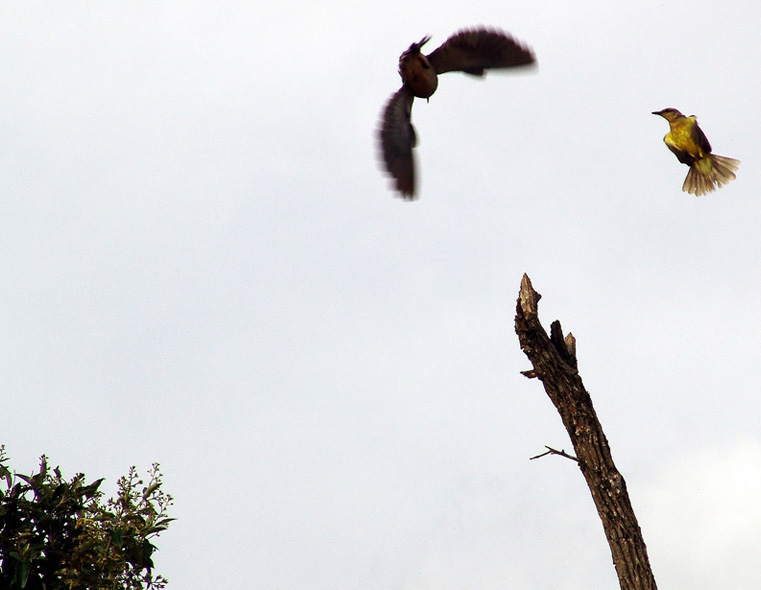
Kaskadì maggiore che affronta un falco ad Avaré, Brasile

Depone da tre a quattro uova coniche e bianche con macchie nere (che ricordano le uova di quaglia). Sono bianche subito dopo la posa, ma dopo un po' diventano giallastre. Le uova misurano 31 × 21 mm e vengono incubate dalla coppia. Sono coniche con macchie nere come le uova di quaglia, dopo la schiusa il loro sviluppo è altricial (nasce quasi senza piume con gli occhi chiusi, non vola né cammina):
Periodo riproduttivo: da settembre a dicembre.
Numero di uova: da 2 a 4 uova.
Incubazione: 17 giorni.
Sono uccelli monogami e quando nidificano il territorio che circonda il nido è difeso vigorosamente, e può diventare aggressivo con altri uccelli e anche con altri animali quando si sente minacciato. Per questo fa parte della famiglia dei tiranni (da tiranno). È comune vederli effettuare voli minacciosi e rasenti verso i rapaci (soprattutto falchi) che entrano nel loro territorio.

## Alimentazione
Ha una dieta varia. È un insettivoro, in grado di divorare centinaia di insetti ogni giorno. Ma mangia anche frutta (papaia, mele, arance, pitangas e molti altri), fiori da giardino, lombrichi, piccoli serpenti, lucertole, crostacei, nonché pesci e girini di fiumi e laghi poco profondi. Di solito mangia parassiti (zecche) di bovini e cavalli. Ostacola l'apicoltura poiché può essere un predatore delle api. Sebbene sia più comune vederlo catturare insetti che atterrano sui rami, è comune anche vederli attaccare durante il volo.

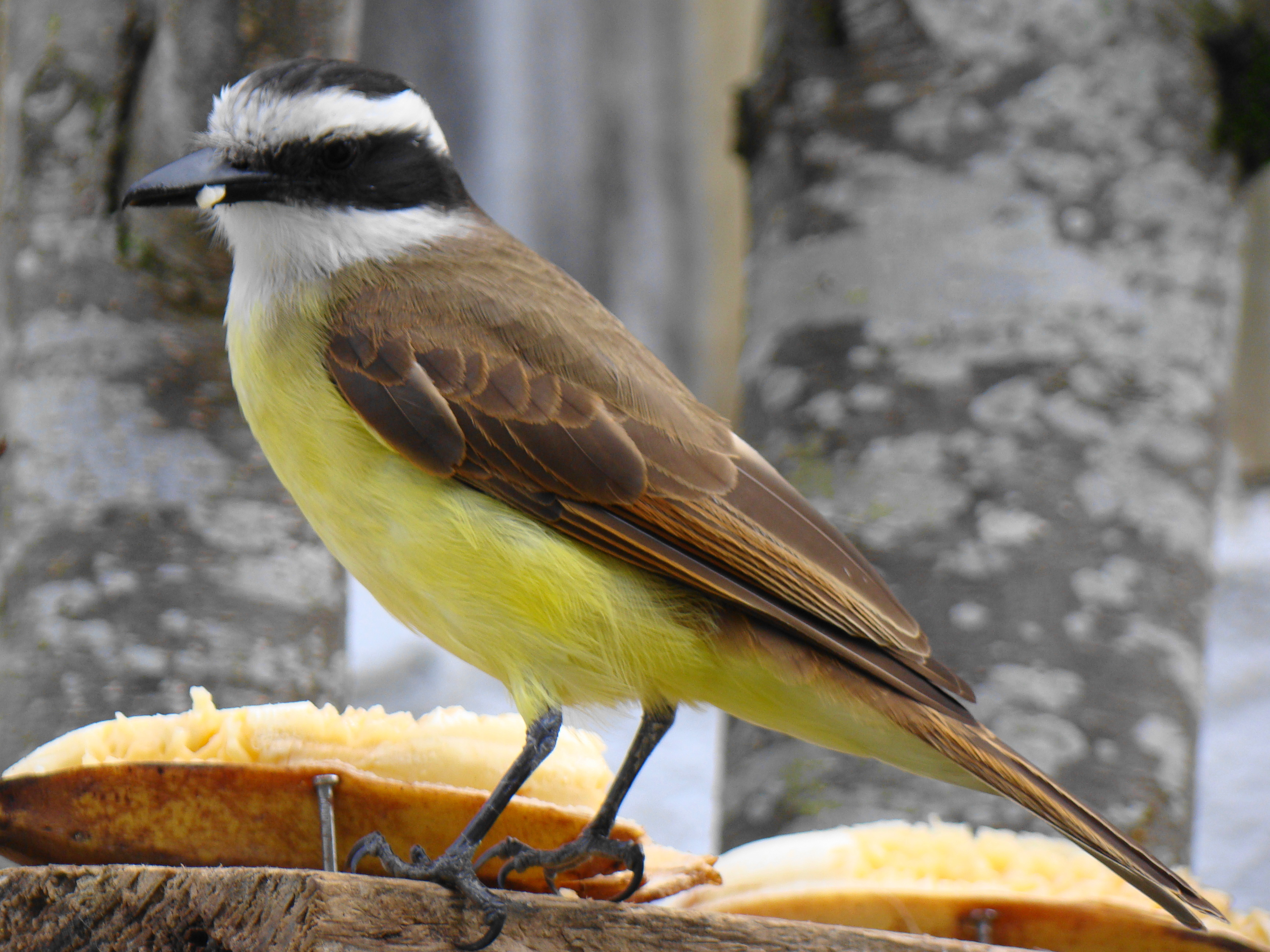
Una felicità che si nutre di una banana

In breve: è un uccello che scopre sempre nuove forme di cibo. A causa della sua dieta generalista, a volte può aiutare a controllare gli insetti nocivi, ad esempio è noto che questo uccello si nutre di rettili del genere Anolis. Questi rettili, a loro volta, si nutrono di coleotteri predatori di insetti. L'uccello, riducendo il numero di rettili, farà sopravvivere più coleotteri, che aumentando il loro numero riusciranno a controllare (diminuire) il numero delle loro prede (in questo caso gli insetti, che in determinate circostanze possono essere considerati parassiti, danno alle attività umane).
Essendo un uccello con abitudini che si adattano molto rapidamente, può nutrirsi anche del cibo di cani, gatti e altri animali domestici. Si nutre di uova di alligatore.

## Ecologia
Svolge un ruolo importante nella dispersione dei semi. Nelle aree del cerrado dello stato di São Paulo, è uno degli uccelli più importanti nella dispersione dei semi della specie Ocotea pulchella Mart.
In alcune regioni può essere migratorio.
Secondo la "Lista rossa delle specie minacciate di estinzione" dell'Unione internazionale per la conservazione della natura e delle risorse naturali, questo uccello ha uno stato di conservazione classificato "sicuro" o " meno preoccupante". La popolazione mondiale è stimata tra 5.000.000 e 50.000.000 di individui (Rich et al. 2003).

## Sottospecie

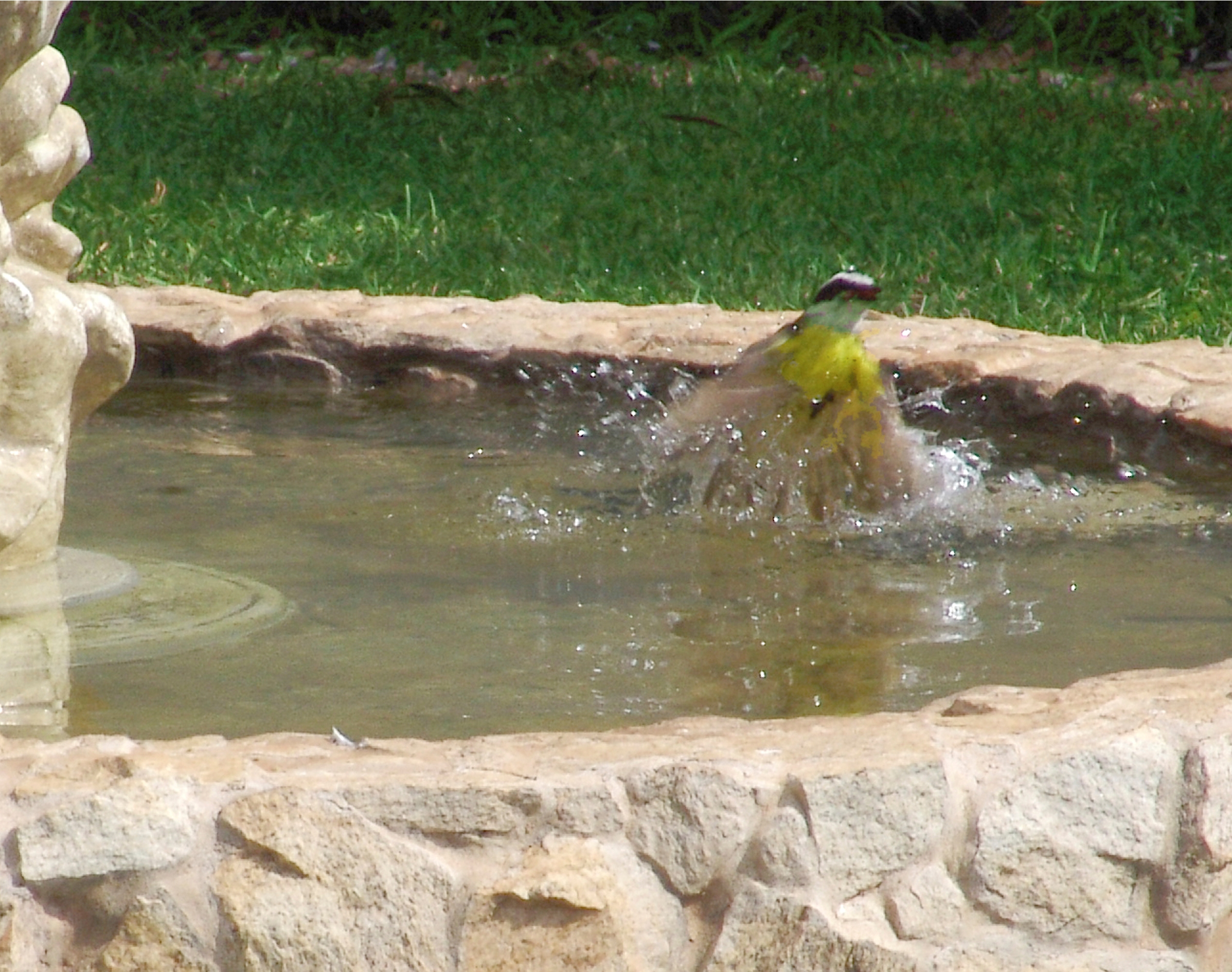
Un Kaskadì solforato facendo il bagno in una fontana ad Avaré

Secondo Avibase - The World Bird Database Archiviato il 29 settembre 2007 in Internet Archive. le sottospecie sono:
- Pitangus sulfuratus argentinus
- Pitangus sulfuratus bolivianus
- Pitangus sulfuratus caucensis
- Pitangus sulfuratus derbianus
- Pitangus sulfuratus guatilensis
- Pitangus sulfuratus maximiliani
- Pitangus sulfuratus rufipennis
- Pitangus sulfuratus sulfuratus
- Pitangus sulfuratus texanus
- Pitangus sulfuratus trinitatis

## Denominazioni in altre lingue
- Tedesco : Schwefeltyrann o Schwefelmaskentyrann
- ceco : tyran bentevi
- danese : Kiskadie
- Spagnolo : Bienteveo Común / Cristofué
- finlandese : naamioväijy
- Francese : Tyran Kikiwi
- Inglese : Great Kiskadee
- Italiano : Pitango solforato o Kaskadì maggiore
- giapponese : キバラオオタイランチョウ (kibaraootairanchou)
- Olandese : Grote Kiskadie (Paesi Bassi, Belgio) o Grietjebie (Suriname)
- Polacco : bentewi wielki
- Portoghese : ti ho visto
- Russo : Большой кискад
- Svedese : Större kiskadi